# Bamiao, Kaijiang
Bamiao (kinesiska: 八庙镇, 八庙) är en köping i Kina. Den ligger i provinsen Sichuan, i den sydvästra delen av landet, omkring 370 kilometer öster om provinshuvudstaden Chengdu. Antalet invånare är 12 287. Befolkningen består av 6 017 kvinnor och 6 270 män. Barn under 15 år utgör 25,0 %, vuxna 15-64 år 60 %, och äldre över 65 år 13,0 %.
Genomsnittlig årsnederbörd är 1 630 millimeter. Den regnigaste månaden är september, med i genomsnitt 296 mm nederbörd, och den torraste är januari, med 14 mm nederbörd.